# Ключ 144
Ключ 144 (трад. и упр. 行) — ключ Канси со значением «ходить вокруг двора»; один из 29, состоящих из шести штрихов.
В словаре Канси есть 53 символа (из 49 030), которые можно найти c этим радикалом.

## История
Древняя идеограмма изображала пересечение дорог.
Иероглиф употребляется также в значениях: «идти, ходить, путешествовать, отлучаться», «проводить, осуществлять, исполнять, совершать» и др.
Иероглиф является сильным ключевым знаком.

Вид в Цзиньвэнь
Вид в Цзягувэнь
Вид в большой печати Чжуаньшу
Вид в малой печати Чжуаньшу

В словарях находится под номером 144.

## Примеры иероглифов
| Доп. штрихи | Иероглифы               |
| ----------- | ----------------------- |
| 0           | 行                      |
| 2           | 𧗠                      |
| 3           | 𧗤 衍 衎                |
| 4           | 衏 䘕                   |
| 5           | 衐 衑 衒 術             |
| 6           | 䘖 衕 衖 街 衘          |
| 7           | 衙                      |
| 9           | 𧗽 衚 衛 衜 衝          |
| 10          | 衠 𧗾 衞 衟 䘗 䘘 衠 衡 |
| 14          | 䘙                      |
| 18          | 衢                      |

- Примечание: Ваш браузер может отображать иероглифы неправильно.